# Browsersharing
Browsersharing bezeichnet die Übertragung des Inhalts eines Browsers an einen oder mehrere andere Browser. Dies bietet die Grundlage für beispielsweise Onlinesupport oder Vertriebshilfe.

## Anwendungen

### Vertriebshilfe
Die aktive Vertriebshilfe durch Browsersharing ist das gemeinsame Browsing durch das Onlineshops auf zwei oder mehr Computern.
Das gemeinsame Surfen unterstützt beispielsweise die Vermittlung von Informationen und erleichtert das Auffinden gewünschter Seiten. Im Verkauf kann über die Vertriebshilfe auf Produkte oder zusätzliche Informationen verwiesen werden.
Durch spezielle Push-in-Funktionalitäten können ohne Zutun des Partners die Seiten direkt angezeigt werden. Im Rahmen von Live-Support-Systemen unterstützen sie Kundenbetreuer oder Supporter bei der Betreuung von Kunden.

### Support
Der Support bildet das größte Einsatzgebiet des Browsersharing-Konzeptes. Durch die direkte Integration der Browsersharing-Software in die Webapplikation benötigen keine der beiden Supportparteien eine speziell dafür installierte Software.

## Software
Momentan ist das Browsersharing nur über Plugins anwendbar. Hierzu bieten beispielsweise ViewMyBrowser oder Syncronite Lösungen an.

## Website-Monitoring
Unter Website-Monitoring versteht man die Live-Überwachung von Internetseiten, z. B. angeboten von Live-Support-Systemen zur aktiven Unterstützung für die Seitenbesucher. Im Rahmen der Überwachung können Kundenbetreuer Aktivitäten der Besucher auf der Seite feststellen, ein Gespräch (Chat) beginnen und ggf. beim Ausfüllen von Formularen helfen.
Da der Kundenbetreuer das Gleiche sieht, wie der Kunde, bietet Website-Monitoring vielfältige Möglichkeiten bei der Unterstützung von Seitenbesuchern. Im Unterschied zum Fernzugriff können jedoch lediglich Seiteninhalte und Aktivitäten des Besuchers auf der Seite festgestellt werden.